# 羅文榦

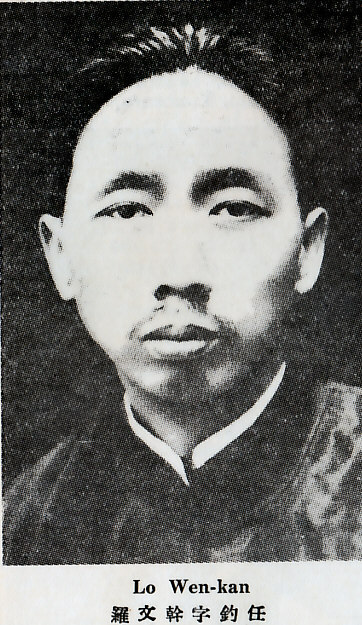
繁體羅文榦又寫作羅文幹

羅文榦（1888年—1941年10月），字鈞任，廣東番禺县（今廣州海珠區瀝滘）人。中华民国法学家、政治人物。

## 生平
早年留學英國牛津大學學習法律，宣統元年（1909年）畢業獲法學碩士學位，同年於英國倫敦內殿律師學院獲英格蘭及威爾斯高等法院大律師資格。回國任清廷廣東省審判廳廳長，後評為留學生最優，賜法政科進士，任教於北大，與胡適交誼甚篤，自命為“有職業而不靠政治吃飯”的自由主義知識分子。1912年在北洋政府歷任檢察長及司法、財政部、大理院院長等職。1915年8月，羅辭去總檢察長南下，傳聞為籌安會是否違法一事，與內務、司法兩部不協，總檢察廳更發文澄清，後參加反袁。1921年12月復任北洋政府司法總长，1922年1月改任大理院院長，同年9月任王宠惠内閣財政總長。
1922年11月18日因訂立《奧國借款展期合同》，被众议院议长吴景濂告发受贿被捕，并导致王宠惠内阁辞职，史稱“羅文榦案”。次年6月无罪释放。蔡元培曾为此憤而辭職。当时顾维钧被摄政国务总理高凌霨任命为外交部长时也曾表示，羅文榦案不澄清，绝不上任。
1928年被聘為東北邊防司令長官公署顧問。1931年擔任國民政府司法行政部長，1932年兼外交部長等職。1932年5月审判共产国际特工牛兰夫妇事件中，反对宋庆龄、蔡元培保释被告。1933年5月，在《塘沽停战协定》签字后，呈请辞职，经蔣中正挽留，直到12月2日，最终辞去外长职位。1934年10月又辞去司法行政部长职务。1938年任國防參議會參議員、國民參政會參政員，同年在西南联大教授《中国法制史》。1941年10月，在粤北乐昌县城，因恶性疟疾不治身亡，享年53岁。

## 逸事
1933年羅文榦在新疆串聯張培元、馬仲英以推翻盛世才。當時罗文榦離開新疆未帶行李，被盛世才没收，在1937年新疆财政监察委员会拍卖时，标有「罗文榦逆产一项，仅手提小皮箱一个，折扇一把，绸衫一件。」